# Liste der olympischen Medaillengewinner aus der Volksrepublik China/X–Z
Bislang errangen chinesische Sportler insgesamt 804 olympische Medaillen (325 × Gold, 258 × Silber und 221 × Bronze). 
Zurück zur Liste der olympischen Medaillengewinner aus der Volksrepublik China
- Medaillengewinner A bis H
- Medaillengewinner I bis P
- Medaillengewinner Q bis W

## Medaillengewinner

### X
- Xi Aihua – Rudern (1-0-0)
Peking 2008: Gold, Doppelvierer Frauen
- Xia Xuanze – Badminton (0-0-1)
Sydney 2000: Bronze, Einzel Männer
- Xian Dongmei – Judo (2-0-0)
Athen 2004: Gold, Halbleichtgewicht Frauen
Peking 2008: Gold, Halbleichtgewicht Frauen
- Xiang Binxuan – Synchronschwimmen (1-0-0)
Peking 2024: Gold, Gruppe
- Xiang Yanmei – Gewichtheben (1-0-0)
Rio de Janeiro 2016: Gold, Mittelgewicht Frauen
- Xiao Hailiang – Wasserspringen (1-0-1)
Atlanta 1996: Bronze, Turmspringen Männer
Sydney 2000: Gold, 3 m Synchronspringen Männer
- Xiao Jiaruixuan – Schießen (0-0-1)
Tokio 2020: Bronze, Sportpistole Frauen
- Xiao Jun – Schießen (0-1-0)
Atlanta 1996: Silber, Laufende Scheibe Männer
- Xiao Junfeng – Turnen (1-0-0)
Sydney 2000: Gold, Teammehrkampf Männer
- Xiao Jiangang – Gewichtheben (0-0-1)
Atlanta 1996: Bronze, Federgewicht Männer
- Xiao Qin – Turnen (2-0-0)
Peking 2008: Gold, Teammehrkampf Männer
Peking 2008: Gold, Pferdpauschen Männer
- Xiao Ruoteng – Turnen (0-2-3)
Tokio 2020: Silber, Einzelmehrkampf Männer
Tokio 2020: Bronze, Bodenturnen Männer
Tokio 2020: Bronze, Teammehrkampf Männer
Paris 2024: Silber, Teammehrkampf Männer
Paris 2024: Bronze, Einzelmehrkampf Männer
- Xiao Yanning – Synchronschwimmen (1-1-0)
Tokio 2020: Silber, Gruppe
Peking 2024: Gold, Gruppe
- Xie Huilin – Fußball (0-1-0)
Atlanta 1996: Silber, Frauen
- Xie Siyi – Wasserspringen (3-0-0)
Tokio 2020: Gold, 3 m Kunstspringen Männer
Tokio 2020: Gold, 3 m Synchronspringen Männer
Paris 2024: Gold, 3 m Kunstspringen Männer
- Xie Xingfang – Badminton (0-1-0)
Peking 2008: Silber, Einzel Frauen
- Xie Yu – Schießen (1-0-0)
Paris 2024: Gold, Luftpistole Männer
- Xin Zhang – Ski Freestyle (0-1-0)
Pyeongchang 2018: Silber, Aerials Frauen
- Xing Aowei – Turnen (1-0-0)
Sydney 2000: Gold, Teammehrkampf Männer
- Xing Huina – Leichtathletik (1-0-0)
Athen 2004: Gold, 10.000 m Frauen
- Xiong Ni – Wasserspringen (3-1-1)
Seoul 1988: Silber, 10 m Turmspringen Männer
Barcelona 1992: Bronze, 10 m Turmspringen Männer
Atlanta 1996: Gold, 3 m Kunstspringen Männer
Sydney 2000: Gold, 3 m Kunstspringen Männer
Sydney 2000: Gold, 3 m Synchronspringen Männer
- Xiu Lijuan – Basketball (0-0-1)
Los Angeles 1984: Bronze, Frauen
- Xu Anqi – Fechten (1-1-0)
London 2012: Gold, Degen Team Frauen
Rio de Janeiro 2016: Silber, Degen Team Frauen
- Xu Chen – Badminton (0-1-0)
London 2012: Silber, Mixed
- Xu Dongxiang – Rudern (0-1-0)
London 2012: Silber, Leichtgewichts-Doppelzweier Frauen
- Xu Fei – Rudern (0-0-1)
Tokio 2020: Bronze, Achter Frauen
- Xu Haifeng – Schießen (1-0-1)
Los Angeles 1984: Gold, Freie Scheibenpistole Männer
Seoul 1988: Bronze, Luftpistole Männer
- Xu Hongzhi – Shorttrack (0-1-0)
Pyeongchang 2018: Silber, 5000 m Staffel Männer
- Xu Jian – Softball (0-1-0)
Atlanta 1996: Silber, Frauen
- Xu Jiayu – Schwimmen (1-4-0)
Rio de Janeiro 2016: Silber, 100 m Rücken Männer
Tokio 2020: Silber, 4 × 100 m Lagen Mixed
Paris 2024: Gold, 4 × 100 m Lagen Männer
Paris 2024: Silber, 100 m Rücken Männer
Paris 2024: Silber, 4 × 100 m Lagen Mixed
- Xu Jing – Bogenschießen (0-1-0)
London 2012: Silber, Team Frauen
- Xu Li – Ringen (0-1-0)
Peking 2008: Silber, Freistil Leichtgewicht Frauen
- Xu Lijia – Segeln (1-0-1)
Peking 2008: Bronze, Laser Radial Frauen
London 2012: Gold, Laser Radial Frauen
- Xu Lili – Judo (0-1-0)
London 2012: Silber, Halbmittelgewicht Frauen
- Xu Mengtao – Freestyle-Skiing (1-2-0)
Sotschi 2014: Silber, Aerials Frauen
Peking 2022: Gold, Aerials Frauen
Peking 2022: Silber, Aerials Mixed
- Xu Nannan – Freestyle-Skiing (0-1-0)
Nagano 1998: Silber, Aerials Frauen
- Xu Shixiao – Kanu (2-0-0)
Tokio 2020: Gold, Zweier-Canadier 500 m Frauen
Paris 2024: Gold, Zweier-Canadier 500 m Frauen
- Xu Tianlongzi – Schwimmen (0-0-1)
Los Angeles 1984: Bronze, 4 × 100 m Lagen Frauen
- Xu Wenyu – Hockey (0-1-0)
Paris 2024: Silber, Frauen
- Xu Xin – Tischtennis (2-1-0)
Rio de Janeiro 2016: Gold, Team Männer
Tokio 2020: Gold, Team Männer
Tokio 2020: Silber, Doppel Mixed
- Xu Yan – Judo (0-0-1)
Peking 2008: Bronze, Leichtgewicht Frauen
- Xu Yanmei – Wasserspringen (1-0-0)
Seoul 1988: Gold, Turmspringen Frauen
- Xu Yanwei – Schwimmen (0-1-0)
Athen 2004: Silber, 4 × 200 m Freistil Frauen
- Xu Yunli – Volleyball (1-0-1)
Peking 2008: Bronze, Frauen
Rio de Janeiro 2016: Gold, Frauen
- Xu Zhiqiang – Turnen (0-1-0)
Los Angeles 1984: Silber, Teammehrkampf Männer
- Xue Chen – Beachvolleyball (0-0-1)
Peking 2008: Bronze, Frauen
- Xue Haifeng – Bogenschießen (0-0-1)
Peking 2008: Bronze, Team Männer
- Xue Ming – Volleyball (0-0-1)
Peking 2008: Bronze, Frauen

### Y
- Yan Fang – Softball (0-1-0)
Atlanta 1996: Silber, Frauen
- Yan Langyu – Trampolinturnen (0-0-1)
Paris 2024: Bronze, Männer
- Yan Ni – Volleyball (1-0-0)
Rio de Janeiro 2016: Gold, Frauen
- Yan Sen – Tischtennis (1-0-0)
Sydney 2000: Gold, Doppel Männer
- Yan Wengang – Skeleton (0-0-1)
Peking 2022: Bronze, Männer
- Yan Zi – Tennis (0-0-1)
Peking 2008: Bronze, Doppel Frauen
- Yan Zibei – Schwimmen (0-1-0)
Tokio 2020: Silber, 4 × 100 m Lagen Mixed
- Yang Fangxu – Volleyball (1-0-0)
Rio de Janeiro 2016: Gold, Frauen
- Yang Hao – Wasserspringen (1-0-0)
Paris 2024: Gold, 10 m Synchronspringen Männer
- Yang Hao – Volleyball (1-0-1)
Athen 2004: Gold, Frauen
Peking 2008: Bronze, Frauen
- Yang Haoran – Schießen (1-0-1)
Tokio 2020: Gold, Luftgewehr Mixed
Tokio 2020: Bronze, Luftgewehr Männer
- Yang Jian – Wasserspringen (0-1-0)
Tokio 2020: Silber, 10 m Turmspringen Männer
- Yang Jinghui – Wasserspringen (1-0-0)
Athen 2004: Gold, 10 m Synchronspringen Männer
- Yang Junxuan – Schwimmen (1-2-3)
Tokio 2020: Gold, 4 × 200 m Freistil Frauen
Tokio 2020: Silber, 4 × 100 m Lagen Mixed
Paris 2024: Silber, 4 × 100 m Lagen Mixed
Paris 2024: Bronze, 4 × 100 m Freistil Frauen
Paris 2024: Bronze, 4 × 200 m Freistil Frauen
Paris 2024: Bronze, 4 × 100 m Lagen Frauen
- Yang Ling – Schießen (2-0-0)
Atlanta 1996: Gold, Laufende Scheibe Männer
Sydney 2000: Gold, Laufende Scheibe Männer
- Yang Liu – Boxen (0-1-0)
Paris 2024: Silber, Weltergewicht Frauen
- Yang Liu – Hockey (0-1-0)
Paris 2024: Silber, Frauen
- Yang Qian – Schießen (2-0-0)
Tokio 2020: Gold, Luftgewehr Frauen
Tokio 2020: Gold, 10 m Luftgewehr Mixed
- Yang Shaoqi – Fechten (0-0-1)
Sydney 2000: Bronze, Degen Team Frauen
- Yang Shuyu – Basketball (0-0-1)
Tokio 2020: Bronze, 3×3-Basketball Frauen
- Yang Wei – Badminton (1-1-0)
Sydney 2000: Silber, Doppel Frauen
Athen 2004: Gold, Doppel Frauen
- Yang Wei – Turnen (3-2-0)
Sydney 2000: Gold, Teammehrkampf Männer
Sydney 2000: Silber, Einzelmehrkampf Männer
Peking 2008: Gold, Einzelmehrkampf Männer
Peking 2008: Gold, Teammehrkampf Männer
Peking 2008: Silber, Ringe Männer
- Yang Wenjun – Kanu (2-0-0)
Athen 2004: Gold, Zweier-Canadier 500 m Männer
Peking 2008: Gold, Zweier-Canadier 500 m Männer
- Yang Wenlu – Boxen (0-1-0)
Paris 2024: Silber, Leichtgewicht Frauen
- Yang Wenyi – Schwimmen (1-2-0)
Seoul 1988: Silber, 50 m Freistil Frauen
Barcelona 1992: Gold, 50 m Freistil Frauen
Barcelona 1992: Silber, 4 × 100 m Freistil Frauen
- Yang Xia – Gewichtheben (1-0-0)
Sydney 2000: Gold, Klasse bis 53 kg Frauen
- Yang Xiao – Rudern (0-1-1)
Seoul 1988: Silber, Vierer mit Steuerfrau
Seoul 1988: Bronze, Achter Frauen
- Yang Xiaojun – Volleyball (1-0-1)
Los Angeles 1984: Gold, Frauen
Seoul 1988: Bronze, Frauen
- Yang Xiaolei – Bogenschießen (0-1-0)
Paris 2024: Silber, Team Frauen
- Yang Xilan – Volleyball (1-0-1)
Los Angeles 1984: Gold, Frauen
Seoul 1988: Bronze, Frauen
- Yang Xiuli – Judo (1-0-0)
Peking 2008: Gold, Halbschwergewicht Frauen
- Yang Yang (A) – Shorttrack (2-2-1)
Nagano 1998: Silber, 3000 m Staffel Frauen
Salt Lake City 2002: Gold, 500 m Frauen
Salt Lake City 2002: Gold, 1000 m Frauen
Salt Lake City 2002: Silber, 3000 m Staffel Frauen
Turin 2006: Bronze, 1000 m Frauen
- Yang Yang (S) – Shorttrack (0-4-1)
Nagano 1998: Silber, 500 m Frauen
Nagano 1998: Silber, 1000 m Frauen
Nagano 1998: Silber, 3000 m Staffel Frauen
Salt Lake City 2002: Silber, 3000 m Staffel Frauen
Salt Lake City 2002: Bronze, 1000 m Frauen
- Yang Jiayu – Leichtathletik (1-0-0)
Paris 2024: Gold, 20 km Gehen Frauen
- Yang Yilin – Turnen (1-0-2)
Peking 2008: Gold, Teammehrkampf Frauen
Peking 2008: Bronze, Einzelmehrkampf Frauen
Peking 2008: Bronze, Stufenbarren Frauen
- Yang Ying – Tischtennis (0-1-0)
Sydney 2000: Silber, Doppel Frauen
- Yang Yu – Schwimmen (0-2-0)
Athen 2004: Silber, 4 × 200 m Freistil Frauen
Peking 2008: Silber, 4 × 200 m Freistil Frauen
- Yang Yun – Turnen (0-0-1)
Sydney 2000: Bronze, Stufenbarren Frauen
- Yao Fen – Badminton (0-0-1)
Barcelona 1992: Bronze, Doppel Frauen
- Yao Jingyuan – Gewichtheben (1-0-0)
Los Angeles 1984: Gold, Leichtgewicht Männer
- Ye Chong – Fechten (0-2-0)
Sydney 2000: Silber, Florett Team Männer
Athen 2004: Silber, Florett Team Männer
- Ye Huanmin – Gewichtheben (0-0-1)
Seoul 1988: Bronze, Federgewicht Männer
- Ye Qiaobo – Eisschnelllauf (0-2-1)
Albertville 1992: Silber, 500 m Frauen
Albertville 1992: Silber, 1000 m Frauen
Lillehammer 1994: Bronze, 1000 m Frauen
- Ye Jiao – Hockey (0-1-0)
Paris 2024: Silber, Frauen
- Ye Shiwen – Schwimmen (2-0-0)
London 2012: Gold, 200 m Lagen Frauen
London 2012: Gold, 400 m Lagen Frauen
- Ye Zhaoying – Badminton (0-0-1)
Sydney 2000: Bronze, Einzel Frauen
- Yi Mao – Turnen (0-0-1)
Rio de Janeiro 2016: Bronze, Teammehrkampf Frauen
- Yi Siling – Schießen (1-0-1)
London 2012: Gold, Luftgewehr Frauen
Rio de Janeiro 2016: Bronze, Luftgewehr Frauen
- Yin Chengxin – Synchronschwimmen (0-2-0)
Rio de Janeiro 2016: Silber, Gruppe
Tokio 2020: Silber, Gruppe
- Yin Jian – Segeln (1-1-0)
Athen 2004: Silber, Windsurfen Frauen
Peking 2008: Gold, Windsurfen Frauen
- Yin Junhua – Boxen (0-1-0)
Rio de Janeiro 2016: Silber, Leichtgewicht Frauen
- Yin Xiaoyan – Karate (0-1-0)
Tokio 2020: Silber, Kumite bis 61 kg Frauen
- You Hao – Turnen (0-1-1)
Rio de Janeiro 2016: Bronze, Teammehrkampf Männer
Tokio 2020: Silber, Ringe Männer
- Yu Anhui – Hockey (0-1-0)
Paris 2024: Silber, Frauen
- Yu Dan – Schießen (0-0-1)
London 2012: Bronze, Luftgewehr Frauen
- Yu Hongqi – Fußball (0-1-0)
Atlanta 1996: Silber, Frauen
- Yu Song – Judo (0-0-1)
Rio de Janeiro 2016: Bronze, Schwergewicht Frauen
- Yu Yang – Badminton (1-0-1)
Peking 2008: Gold, Doppel Frauen
Peking 2008: Bronze, Mixed
- Yu Yiting – Schwimmen (0-0-2)
Paris 2024: Bronze, 4 × 100 m Freistil Frauen
Paris 2024: Bronze, 4 × 100 m Lagen Frauen
- Yu Zhuocheng – Wasserspringen (0-1-0)
Atlanta 1996: Silber, Kunstspringen Männer
- Yuan Hua – Judo (1-0-0)
Sydney 2000: Gold, Schwergewicht Frauen
- Yuan Xinyue – Volleyball (1-0-0)
Rio de Janeiro 2016: Gold, Frauen
- Yuan Ye – Shorttrack (0-0-1)
Nagano 1998: Bronze, 5000 m Staffel Männer
- Yue Qingshuang – Curling (0-0-1)
Vancouver 2010: Bronze, Frauen
- Li Yuehong – Schießen (0-0-1)
Rio de Janeiro 2016: Bronze, Schnellfeuerpistole Männer

### Z
- Zeng Guoqiang – Gewichtheben (1-0-0)
Los Angeles 1984: Gold, Fliegengewicht Männer
- Zeng Zhen – Synchronschwimmen (0-1-0)
Rio de Janeiro 2016: Silber, Gruppe
- Zhan Shuping – Basketball (0-1-0)
Barcelona 1992: Silber, Frauen
- Zhan Xugang – Gewichtheben (2-0-0)
Atlanta 1996: Gold, Leichtgewicht Männer
Sydney 2000: Gold, Mittelgewicht Männer
- Zhang Binbin – Schießen (0-1-0)
Rio de Janeiro 2016: Silber, Kleinkaliber-Dreistellungskampf Frauen
- Zhang Bing – Schießen (0-0-1)
Atlanta 1996: Bronze, Doppeltrap Männer
- Zhang Boheng – Turnen (0-2-1)
Paris 2024: Silber, Teammehrkampf Männer
Paris 2024: Silber, Einzelmehrkampf Männer
Paris 2024: Bronze, Reck Männer
- Zhang Changhong – Schießen (1-0-0)
Tokio 2020: Gold, Kleinkalibergewehr-Dreistellungskampf Männer
- Zhang Changning – Volleyball (1-0-0)
Rio de Janeiro 2016: Gold, Frauen
- Zhang Chenglong – Turnen (1-0-1)
London 2012: Gold, Teammehrkampf Männer
Rio de Janeiro 2016: Bronze, Teammehrkampf Männer
- Zhang Chunfang – Softball (0-1-0)
Atlanta 1996: Silber, Frauen
- Zhang Dan – Eiskunstlauf (0-1-0)
Turin 2006: Silber, Paarlauf
- Zhang Dechang – Rudern (0-0-1)
Tokio 2020: Bronze, Achter Frauen
- Zhang Di – Judo (0-0-1)
Barcelona 1992: Bronze, Halbmittelgewicht Frauen
- Zhang Fengliu – Ringen (0-0-1)
Rio de Janeiro 2016: Bronze, Freistil Schwergewicht Frauen
- Zhang Guozheng – Gewichtheben (1-0-0)
Athen 2004: Gold, Leichtgewicht Männer
- Zhang Hao – Eiskunstlauf (0-1-0)
Turin 2006: Silber, Paarlauf
- Zhang Hui – Shorttrack (1-0-0)
Vancouver 2010: Gold, 3000 m Staffel Frauen
- Zhang Hui – Basketball (0-0-1)
Los Angeles 1984: Bronze, Frauen
- Zhang Hong – Eisschnelllauf (1-0-0)
Sotschi 2014: Gold, 1000 m Frauen
- Zhang Jiaqi – Wasserspringen (1-0-0)
Tokio 2020: Gold, 10 m Synchronspringen Frauen
- Zhang Jiewen – Badminton (1-0-0)
Athen 2004: Gold, Doppel Frauen
- Zhang Jike – Tischtennis (3-1-0)
London 2012: Gold, Einzel Männer
London 2012: Gold, Team Männer
Rio de Janeiro 2016: Silber, Einzel Männer
Rio de Janeiro 2016: Gold, Team Männer
- Zhang Jinjing – Turnen (0-1-0)
Atlanta 1996: Silber, Teammehrkampf Männer
- Zhang Juanjuan – Bogenschießen (1-2-0)
Athen 2004: Silber, Team Frauen
Peking 2008: Gold, Einzel Frauen
Peking 2008: Silber, Team Frauen
- Zhang Jun – Badminton (2-0-0)
Sydney 2000: Gold, Mixed
Athen 2004: Gold, Mixed
- Zhang Liang – Rudern (0-0-1)
Tokio 2020: Bronze, Doppelzweier Männer
- Zhang Lin – Schwimmen (0-1-0)
Peking 2008: Silber, 400 m Freistil Männer
- Zhang Ling – Rudern (1-0-0)
Tokio 2020: Gold, Doppelvierer Frauen
- Zhang Mengxue – Schießen (1-0-0)
Rio de Janeiro 2016: Gold, Luftpistole Frauen
- Zhang Min – Rudern (0-0-1)
Tokio 2020: Bronze, Achter Frauen
- Zhang Na – Volleyball (1-0-1)
Athen 2004: Gold, Frauen
Peking 2008: Bronze, Frauen
- Zhang Nan – Turnen (0-0-1)
Athen 2004: Bronze, Einzelmehrkampf Frauen
- Zhang Nan – Badminton (2-0-1)
London 2012: Gold, Mixed
Rio de Janeiro 2016: Bronze, Mixed
Rio de Janeiro 2016: Gold, Doppel Männer
- Zhang Ning – Badminton (2-0-0)
Athen 2004: Gold, Einzel Frauen
Peking 2008: Gold, Einzel Frauen
- Zhang Peijun – Handball (0-0-1)
Los Angeles 1984: Bronze, Frauen
- Zhang Ping – Volleyball (1-0-0)
Athen 2004: Gold, Frauen
- Zhang Qiongyue – Schießen (0-0-1)
Paris 2024: Bronze, Kleinkaliber-Dreistellungskampf Frauen
- Zhang Rongfang – Volleyball (1-0-0)
Los Angeles 1984: Gold, Frauen
- Zhang Shan – Schießen (1-0-0)
Barcelona 1992: Gold, Skeet Männer
- Zhang Shuo – Rhythmische Sportgymnastik (0-1-0)
Peking 2008: Silber, Team
- Zhang Weihong – Handball (0-0-1)
Los Angeles 1984: Bronze, Frauen
- Zhang Wenxiu – Leichtathletik (0-2-1)
Peking 2008: Silber, Hammerwurf Frauen
London 2012: Bronze, Hammerwurf Frauen
Rio de Janeiro 2016: Silber, Hammerwurf Frauen
- Zhang Xi – Beachvolleyball (0-0-1)
Peking 2008: Bronze, Frauen
- Zhang Xianghua – Rudern (0-1-1)
Seoul 1988: Silber, Vierer mit Steuerfrau
Seoul 1988: Bronze, Achter Frauen
- Zhang Xiaodong – Segeln (0-1-0)
Barcelona 1992: Silber, Windsurfen Frauen
- Zhang Xiaohuan – Synchronschwimmen (0-0-1)
Peking 2008: Bronze, Gruppe
- Zhang Xiaoping – Boxen (1-0-0)
Peking 2008: Gold, Halbschwergewicht Männer
- Zhang Xiangsen – Gewichtheben (0-1-0)
Atlanta 1996: Silber, Fliegengewicht Männer
- Zhang Xiangxiang – Gewichtheben (1-0-1)
Sydney 2000: Bronze, Bantamgewicht Männer
Peking 2008: Gold, Klasse bis 62 kg Männer
- Zhang Xiuyun – Rudern (0-1-0)
Atlanta 1996: Silber, Doppelzweier Frauen
- Zhang Yali – Rudern (0-0-1)
Seoul 1988: Bronze, Achter Frauen
- Zhang Yangyang – Rudern (1-0-0)
Peking 2008: Gold, Doppelvierer Frauen
- Zhang Yanquan – Wasserspringen (1-0-0)
London 2012: Gold, 10 m Synchronspringen Männer
- Zhang Yanmei – Shorttrack (0-1-0)
Lillehammer 1994: Silber, 500 m Frauen
- Zhang Yawen – Badminton (0-0-1)
Peking 2008: Bronze, Doppel Frauen
- Zhang Yayi – Synchronschwimmen (1-0-0)
Peking 2024: Gold, Gruppe
- Zhang Yifan – Schwimmen (1-0-0)
Tokio 2020: Gold, 4 × 200 m Freistil Frauen
- Zhang Yimeng – Hockey (0-1-0)
Peking 2008: Silber, Frauen
- Zhang Ying – Hockey (0-1-0)
Paris 2024: Silber, Frauen
- Zhang Yining – Tischtennis (4-0-0)
Athen 2004: Gold, Einzel Frauen
Athen 2004: Gold, Doppel Frauen
Peking 2008: Gold, Einzel Frauen
Peking 2008: Gold, Team Frauen
- Zhang Yuehong – Volleyball (1-0-0)
Athen 2004: Gold, Frauen
- Zhang Yueqin – Basketball (0-0-1)
Los Angeles 1984: Bronze Frauen
- Zhang Yufei – Schwimmen (2-3-5)
Tokio 2020: Gold, 200 m Schmetterling Frauen
Tokio 2020: Gold, 4 × 200 m Freistil Frauen
Tokio 2020: Silber, 100 m Schmetterling Frauen
Tokio 2020: Silber, 4 × 100 m Lagen Mixed
Paris 2024: Silber, 4 × 100 m Lagen Mixed
Paris 2024: Bronze, 50 m Freistil Frauen
Paris 2024: Bronze, 100 m Schmetterling Frauen
Paris 2024: Bronze, 200 m Schmetterling Frauen
Paris 2024: Bronze, 4 × 100 m Freistil Frauen
Paris 2024: Bronze, 4 × 100 m Lagen Frauen
- Zhang Yuting – Shorttrack (1-0-1)
Peking 2022: Gold, 2000 m Staffel Mixed
Peking 2022: Bronze, 3000 m Staffel Frauen
- Zhang Zhilei – Boxen (0-1-0)
Peking 2008: Silber, Superschwergewicht Männer
- Zhang Zhiting – Basketball (0-0-1)
Tokio 2020: Bronze, 3×3-Basketball Frauen
- Zhang Zhizhen – Tennis (0-1-0)
Paris 2024: Gold, Doppel Mixed
- Zhao Hongbo – Eiskunstlauf (1-0-2)
Salt Lake City 2002: Bronze, Paarlauf
Turin 2006: Bronze, Paarlauf
Vancouver 2010: Gold, Paarlauf
- Zhao Jie – Leichtathletik (0-0-1)
Paris 2024: Bronze, Hammerwurf Frauen
- Zhao Jing – Schwimmen (0-0-1)
Peking 2008: Bronze, 4 × 100 m Lagen Frauen
- Zhao Kun – Schwimmen (0-1-0)
Barcelona 1992: Silber, 4 × 100 m Freistil Frauen
- Zhao Lihong – Fußball (0-1-0)
Atlanta 1996: Silber, Frauen
- Zhao Ruirui – Volleyball (1-0-1)
Athen 2004: Gold, Frauen
Peking 2008: Bronze, Frauen
- Zhao Shuai – Taekwondo (1-0-1)
Rio de Janeiro 2016: Gold, Fliegengewicht Männer
Tokio 2020: Bronze, Federgewicht Männer
- Zhao Yudiao – Hockey (0-1-0)
Peking 2008: Silber, Frauen
- Zhao Yunlei – Badminton (2-0-1)
London 2012: Gold, Doppel Frauen
London 2012: Gold, Doppel Mixed
Rio de Janeiro 2016: Bronze, Mixed
- Zheng Dongmei – Basketball (0-1-0)
Barcelona 1992: Silber, Frauen
- Zheng Haixia – Basketball (0-1-1)
Los Angeles 1984: Bronze, Frauen
Barcelona 1992: Silber, Frauen
- Zheng Jie – Tennis (0-0-1)
Peking 2008: Bronze, Doppel Frauen
- Zheng Lihui – Turnen (1-0-0)
Sydney 2000: Gold, Teammehrkampf Männer
- Zheng Meizhu – Volleyball (1-0-1)
Los Angeles 1984: Gold, Frauen
Seoul 1988: Bronze, Frauen
- Zheng Pengfei – Kanu (0-1-0)
Tokio 2020: Silber, Zweier-Canadier 1000 m Männer
- Zheng Qinwen – Tennis (1-0-0)
Paris 2024: Gold, Einzel Frauen
- Zheng Shuyin – Taekwondo (1-0-0)
Rio de Janeiro 2016: Gold, Schwergewicht Frauen
- Zheng Siwei – Badminton (1-1-0)
Tokio 2020: Silber, Doppel Mixed
Paris 2024: Gold, Doppel Mixed
- Zhong Honglian – Fußball (0-1-0)
Atlanta 1996: Silber, Frauen
- Zhong Man – Fechten (1-0-0)
Peking 2008: Gold, Säbel Einzel Männer
- Zhong Jiaqi – Hockey (0-1-0)
Paris 2024: Silber, Frauen
- Zhong Tianshi – Radsport (2-0-0)
Rio de Janeiro 2016: Gold, Teamsprint Frauen
Tokio 2020: Gold, Teamsprint Frauen
- Zhou Chunxiu – Leichtathletik (0-0-1)
Peking 2008: Bronze, Marathon Frauen
- Zhou Qian – Ringen (0-0-1)
Tokio 2020: Bronze, Freistil Schwergewicht Frauen
- Zhou Shiming – Boxen (2-0-1)
Athen 2004: Bronze, Halbfliegengewicht Männer
Peking 2008: Gold, Halbfliegengewicht Männer
London 2012: Gold, Halbfliegengewicht Männer
- Zhou Jihong – Wasserspringen (1-0-0)
Los Angeles 1984: Gold, 10 m Turmspringen Frauen
- Zhou Lulu – Gewichtheben (1-0-0)
London 2012: Gold, Superschwergewicht Frauen
- Zhou Lüxin – Wasserspringen (0-1-0)
Peking 2008: Silber, 10 m Turmspringen Männer
- Zhou Peishun – Gewichtheben (0-1-0)
Los Angeles 1984: Silber, Fliegengewicht Männer
- Zhou Mi – Badminton (0-0-1)
Athen 2004: Bronze, Einzel Frauen
- Zhou Ping – Turnen (0-0-1)
Los Angeles 1984: Bronze, Teammehrkampf Frauen
- Zhou Qiurui – Turnen (0-0-1)
Los Angeles 1984: Bronze, Teammehrkampf Frauen
- Zhou Shouying – Rudern (0-1-1)
Seoul 1988: Silber, Vierer mit Steuerfrau
Seoul 1988: Bronze, Achter Frauen
- Zhou Suhong – Volleyball (1-0-1)
Athen 2004: Gold, Frauen
Peking 2008: Bronze, Frauen
- Zhou Wanfeng – Hockey (0-1-0)
Peking 2008: Silber, Frauen
- Zhou Xiuhua – Rudern (0-0-1)
Seoul 1988: Bronze, Achter Frauen
- Zhou Yafei – Schwimmen (0-0-1)
Peking 2008: Bronze, 4 × 100 m Lagen Frauen
- Zhou Yan – Curling (0-0-1)
Vancouver 2010: Bronze, Frauen
- Zhou Yang – Shorttrack (3-0-0)
Vancouver 2010: Gold, 1500 m Frauen
Vancouver 2010: Gold, 3000 m Staffel Frauen
Sotschi 2014: Gold, 1500 m Frauen
- Zhou Yaqin – Turnen (0-1-0)
Paris 2024: Silber, Schwebebalken Frauen
- Zhu Guo – Taekwondo (0-0-1)
Peking 2008: Bronze, Mittelgewicht Männer
- Zhu Jianhua – Leichtathletik (0-0-1)
Los Angeles 1984: Bronze, Hochsprung Männer
- Zhu Juefeng – Handball (0-0-1)
Los Angeles 1984: Bronze, Frauen
- Zhu Ling – Volleyball (1-0-0)
Los Angeles 1984: Gold, Frauen
- Zhu Qianwei – Schwimmen (0-1-0)
Peking 2008: Silber, 4 × 200 m Freistil Frauen
- Zhu Qinan – Schießen (1-1-0)
Athen 2004: Gold, Luftgewehr Männer
Peking 2008: Silber, Luftgewehr Männer
- Zhu Ting – Volleyball (1-0-0)
Rio de Janeiro 2016: Gold, Frauen
- Zhu Xueying – Trampolinturnen (1-0-0)
Tokio 2020: Gold, Frauen
- Zhu Yaming – Leichtathletik (0-1-0)
Tokio 2020: Silber, Dreisprung Männer
- Zhu Yingwen – Schwimmen (0-1-0)
Athen 2004: Silber, 4 × 200 m Freistil Frauen
- Zhuang Xiaoyan – Judo (1-0-0)
Barcelona 1992: Gold, Schwergewicht Frauen
- Zhuang Yong – Schwimmen (1-3-0)
Seoul 1988: Silber, 100 m Freistil Frauen
Barcelona 1992: Gold, 100 m Freistil Frauen
Barcelona 1992: Silber, 50 m Freistil Frauen
Barcelona 1992: Silber, 4 × 100 m Freistil Frauen
- Zou Jingyuan – Turnen (2-2-1)
Tokio 2020: Gold, Barren Männer
Tokio 2020: Bronze, Teammehrkampf Männer
Paris 2024: Gold, Barren Männer
Paris 2024: Silber, Teammehrkampf Männer
Paris 2024: Silber, Ringe Männer
- Zou Kai – Turnen (5-0-1)
Peking 2008: Gold, Teammehrkampf Männer
Peking 2008: Gold, Bodenturnen Männer
Peking 2008: Gold, Reck Männer
London 2012: Gold, Teammehrkampf Männer
London 2012: Gold, Bodenturnen Männer
London 2012: Bronze, Reck Männer
- Zou Meirong – Hockey (0-1-0)
Paris 2024: Silber, Frauen